# Ökológia
Az ökológia vagy környezettan a tudományoknak azon ága, amely az élettereket, az élőlények és a környezet kapcsolatait vizsgálja. A kifejezést 1866-ban alkotta meg Ernst Haeckel német darwinista biológus az „öko” (görögül oikosz=„lakás, ház, háztartás”) és a lógia (görögül logosz=„tudomány”) szavakból.
Az ökológia a biológiához, s azon belül az egyed feletti (populáció, társulás, ökoszisztéma, bioszféra) szünbiológiához tartozó, tehát élőlényközpontú tudományág; környezetbiológiának is szokták közhasználatban nevezni. Környezetbiológiai jelenségeket előidéző okokat, kényszerfeltételeket, a jelenségek mechanizmusát és hátterét kutatja.
Az ökológia az élőlény populációk és élőlény-együttesek tér-időbeli eloszlásával és az azt előidéző okokkal foglalkozó tudomány. Más vélemények szerint az ökológia az ökoszisztémák működésével foglalkozó tudomány.
Az ökológiai vizsgálódások a környezet (hatótényező) és a tolerancia (a fogadóképes tényező; tehát maga az élőlény, pontosabban populáció vagy populációkollektívum) komplementaritásain alapszanak.
Az ökológia tehát nem egyenlő a környezettel.
Az ökológia nem környezet- vagy természetvédelmet jelöl. A környezet- és természetvédelem csupán felhasználja az ökológiai vizsgálódások egyes eredményeit (természetvédelmi biológia).
Az ökológia nem a nagy mindent áthálózó folyamatok ismerője. Egyrészt a valóban „nagy” folyamatok megértéséhez még sok idő kell, másrészt lehet beszélni például ökofiziológiáról (résztudomány), amely az élettani jelenségek (melyek másodpercek alatt lejátszódhatnak) ökológiai hátterét kutatja. Ez a háttér „piciben” lehet jelen, például hogy most süt-e a Nap és milyen mértékben egy árnyas erdő mélyén.
A biológia tudomány fiatal hajtása (tulajdonképpen keresi még a helyét). Mint ilyent igen nehéz jól definiálni. Juhász-Nagy Pál értelmezésében az ökológia azzal foglalkozik, hogy miért nem élhetnek az élőlények bárhol, bármikor, bármekkora számban a Földön. (Ez a Juhász-Nagy Pál-féle metametodológiai quadruplet.)
Az ökológiai ismeretekre számos más alap és alkalmazott tudomány támaszkodik és magának az ökológiának is számos alkalmazott részterülete ismert például mezőgazdasági ökológia, vízügyi ökológia, környezet- és természetvédelmi ökológia, közegészségügyi és állategészségügyi ökológia, igazságügyi ökológia stb.

## Az ökológia fogalma

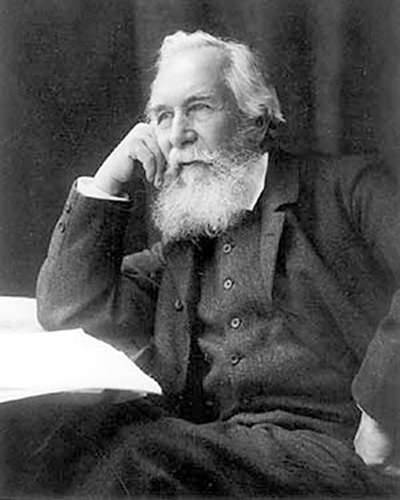
Ernst Haeckel, az ökológia kifejezés megalkotója

Az ökológia, mint tudomány elnevezését Ernst Haeckel használta először 1866-ban az élőlények és környezetük kapcsolatát vizsgáló fiziológiai szakterület megjelölésére, tehát a maitól nagyon eltérő módon (forrás: Majer, 1993). Igaz nem sokkal később már Ő maga is árnyaltabb véleményt alkotott:
„By ecology we mean the body of knowledge concerning the economy of nature – the investigation of the total relations of the animal both to its inorganic and to its organic environment; including, above all, its friendly and inimical relations with those animals and plants with which it comes directly or indirectly into contact – in a word, ecology is the study of all those complex interrelations referred to by Darwin as the conditions of the struggle for existence” (Ernst Haeckel 1870 , forrás: Allee 1949).
A mai szóhasználatban ecology-ként felfogott szünbiológia alapjai Clements (1916, 1928), Volterra (1926, 1931), Lotka (1925), Elton (1927), Gause (1934), Lindeman (1941, 1942) és Allee (1911, 1932, 1949) munkásságával a 20. század első felétől kezdtek kirajzolódni. A korai művekben a különböző módszertani lehetőségek eredményei még egymást kiegészítve, egymással egységben jelentek meg, később azonban éppen az eltérő módszertan és eltérő fogalomhasználat vezetett az ökológia tárgyával kapcsolatos napjainkig észlelhető bizonytalanságokhoz.
Az MTA Ökológiai Bizottságának testületi állásfoglalása szerint az ökológia „feladata azoknak a limitálással irányított (…) jelenségeknek és folyamatoknak (…) a kutatása, amelyek a populációk és közösségeik tér- és időbeni mennyiségi eloszlását és viselkedését (…) ténylegesen okozzák”. (Anonim, 1987)
A testületi állásfoglalás a módszertani problémákat nyitva hagyja. Mára a módszertani specializálódás olyan méreteket öltött, hogy a különböző ökológiai iskolák képviselői egymás munkáit gyakran appercipiálni sem képesek, ezért más tudományos szervezetekbe tömörülnek, más szakfolyóiratokba publikálnak és alapvetően különböző fogalmakat használnak.

## Az ökológiai gondolkodás alapjai
Az ökológia sohasem egyes kiragadott élőlényegyedekkel, hanem azok populációival, azaz halmazszintű attribútumokkal foglalkozik (ezt nevezzük az "ökológia populációcentrikus posztulátumának"). Ha egy élőlényféleség egyedei (rendszertani vagy másféle csoport tagjai) bárhol, bármikor, bármilyen mennyiségben előfordulhatnak a vizsgálati területünkön (és vizsgált időintervallumon), akkor kellően nagy egyedszámok esetén az adott féleség egyedeinek tér és időbeli eloszlása véletlenszerű. A véletlenszerű eloszlást tehát kiindulási alapesetnek kell tekintenünk, amely mint előfordulási mintázat, további magyarázatra nem szorul. Ezt a kiindulási elgondolást az ökológia Juhász-Nagy Pál-féle centrális nullhipotézisének nevezzük. Ha tehát egy vizsgált élőhelyfolton belül, valamely élőlény előfordulási mintázatát vizsgálataink során véletlenszerűnek találjuk, akkor ezzel kapcsolatban ökológiai kérdést már nem kell feltennünk. A megfigyelt előfordulási mintázatok azonban általában nem véletlenszerűek szoktak lenni. Ilyen esetben meg kell határoznunk a megfigyelt mintázat véletlenszerű esettől való eltérésének mértékét, mert ez lesz az a jelenség amelyre az ökológiai vizsgálat során magyarázatot kell találnunk. Elsőként meg kell vizsgálnunk, hogy az eltérés nem a mintavételi eljárásunk valamelyik sajátosságának következménye-e. Ha már igazoltuk, hogy valódi eltérésről van szó és annak mértékét is megmértük , megkezdhetjük az okok felderítését. A mintázatot létrehozó okok ökológiai vagy történeti jellegűek lehetnek. Ökológiai okokról akkor beszélünk, ha a mintázatot létrehozó hatótényezők a jelenben (tehát a vizsgálatunk idején) fejtik ki hatásukat. Az élőlényekre számtalan külső tényező fejthet ki közvetlen vagy közvetett hatást. A külvilág azon hatótényezőit amelyek az élőlényegyedek tér-időbeli mintázatait közvetlenül befolyásolni képesek, az adott élőlénycsoport miliőspektrumának nevezzük. A ténylegesen megfigyelt mintázatot azonban nem a miliőspektrum egésze, hanem annak csak az adott szituációban konkrétan ható néhány komponense hozza létre. Ezen (ebből a szempontból és ebben a szituációban) ténylegesen ható tényezők összességét az adott élőlényféleség ökológiai környezetének nevezzük. A miliőspektrum minden egyes tényezője egy változóként fogható fel amelynek csupán bizonyos értékei mellett biztosított az élőlény fennmaradása, ezt a tartományt az élőlény toleranciájának nevezzük. A különböző hatótényezők azonban egymás hatását is befolyásolhatják. A miliőspektrum egyes hatótényezőinek azon értékkombinációit amelyek az élőlény toleranciatartományába esnek, az adott élőlény potenciális niche-nek, lehetséges ökológiai fülkéjének nevezzük. Amely értékkombinációk a valós tér-idő egyes pontjaiban ténylegesen előfordulnak összességükben a realizálható niche-t alkotják, ebből azok az értékkombinációk amelyeket az élőlény valóban ki is használ a realizált niche-t jelentik. A valós tér azon pontjai amelyekben a niche-t alkotó értékkombinációk előfordulnak, az adott élőlény realizálható vagy realizált élőhelyét (vagyis a niche révén definiálható élőhelytípusát a biotópot) jelentik. A realizálható és realizált niche illetve az ezeknek megfelelő realizálható és realizált élőhely közötti eltérések ökológiai okokkal már nem magyarázhatók, ilyenkor szükséges a történeti okok (vagyis a múlt ökológiai okai és a terjedési korlátok) vizsgálata. Ezekkel részben a biogeográfia (életföldrajz), részben a cönológia (társulástan) is foglalkozik.
Azon tényezők közül, amelyek az élőlényre hatóképesek, csupán azok alkotják az élőlény ökológiai környezetét amelyek aktuális értéke éppen a toleranciatartomány határán van. Ezt nevezzük az ökológiai limitáció elvének. A élőlényegyedek potenciális előfordulási mintázata jelzi a hatótényezők limitáló értékeinek előfordulási mintázatát. Ez az ökológiai indikáció elve. A limitáló külső tényezők általában nem az élőlény összes fiziológiai funkcióját és alrendszerét egyszerre, hanem közvetlenül csak az adott tényezőre legérzékenyebb belső tényezőt limitálják. Így a limitáló értékek és a limitált belső tényezők, csak szorosan egymáshoz rendelve értelmezhetők, egymás nélkül értelmetlenek, tehát egymást kiegészítik. Ezt az ökológiai komplementáció elvének nevezzük. Egy adott földrajzi terület (környék) számtalan élőlényféleségnek adhat otthont, az egyes élőlények környezete azonban saját toleranciájuktól függően más és más lehet (és definiálni is csak azok ismeretében lehet). Hatóképesnek idáig csak azokat a tényezőket tekintettük, amelyek az előfordulási mintázatokat befolyásolhatták és ökológiai szempontból ez így is helyes. Számos olyan tényező van ami az előfordulási viszonyokat nem befolyásolja, de az élőlény fiziológiai állapotát, viselkedését vagy a populáció genetikai összetételét annál inkább, ezek szempontjából bevezethető lenne a fiziológiai-, etológiai-, evolúcióbiológiai- stb. környezet fogalma is, amit a multiplurális környezetek elvének szoktak nevezni. Ez azonban egyes vélemények szerint teljesen felesleges, mivel a populáció megfelelő definiálásával ezek is előállíthatók ökológiai környezetként. (Ha például a csoportba csak az azonos fiziológiai állapotú, viselkedésű vagy genotípusú egyedeket soroljuk.)
Az ökológia alapvető fogalmai és elvei közül nem volt még szó az ökoszisztéma fogalmáról. Ökoszisztéma alatt a kutatók nagyon sokféle valós vagy elképzelt rendszert érteni szoktak, azonban összhangban az MTA Ökológiai Bizottságának állásfoglalásával célszerűbb, ha ökoszisztéma alatt inkább csak a természet ökológiai tanulmányozása céljából létrehozott rendszermodelleket értjük.

## Az ökológia módszertani irányzatai
A bioszférát alkotó élőlényegyüttesek állapotának vizsgálata, az állapotváltozások nyomonkövetése (monitorozása), az adatstruktúrák értékelése és a mintázatok mögött megbúvó hatótényezők kutatása az emberi társadalom hosszútávú érdekei szempontjából a legfontosabb feladatok közé sorolható (Lovelock 1987).
Az ökológiai kutatások módszertani (metodikai és metodológiai) irányvonalait tekintve, három fő megközelítési mód rajzolódik ki:
- A valós természeti folyamatok megfigyeléséből kiinduló terepi ökológusok arra törekszenek, hogy vizsgálataik a megfigyelendő folyamatokba való minél kevesebb beavatkozással járjanak (Spellerberg 1991). Céljuk a szünbiológiai mintázatok előítéletmentes leírása, majd ezen precíz leírások (adatsorok, adattáblázatok) birtokában próbálják meg a mintázatokat generáló hatótényezőket (pontosabban azok háttér-mintázatát) feltárni. Ehhez általában a többváltozós adatstruktúra-feltáró módszereket és a mintázat-elemzés egyéb – gyakran kanonikus – módszereit alkalmazzák. Ezen módszertan legtisztább elméleti megalapozását Juhász-Nagy Pál és tanítványainak munkássága (Juhász-Nagy 1984, 1986, 1993) teremtette meg, nemzetközi összehasonlításban is egyedülálló módon.

- Az ökológiai kutatások másik iskolája (a kísérletezők) nem a megfigyelt természeti folyamat komplex leírását, hanem egy kiragadott részjelenséggel kapcsolatos hipotézist, vagy néhány alternatív hipotézisből álló hipotézis-rendszert állít vizsgálódásának középpontjába. Ezen kutatások lényege a hipotézisek differenciáló predikcióinak tesztelése, gyakran erősen kontrollált, manipulatív kísérletekben. A kísérletek értékelésében zömmel a próbastatisztikák és a variancia-analízis hagyományos lehetőségeit aknázzák ki. Az „angolszász ecology” sokatidézett klasszikusai nemegyszer ezt az utat követték (Précsényi 1995).

- A harmadik fő csapásirányt a modellező ökológusok jelentik, akik jól ismert biológiai alapjelenségek birtokában és a szükségesnek látszó legvalószínűbb hipotézisek felhasználásával, a vizsgált jelenséggel kapcsolatos legegyszerűbb elmélet nagyon pontos (tehát matematikai) leírását (modelljét) készítik el. A módszertan lényege egy logikai ciklussal írható le, amely a modell teszteléséből (esettanulmányokkal való ütköztetéséből) és a modell fejlesztéséből (javításából és újraillesztéséből) áll. Ezen módszertani irányzat alkalmazásával a vizsgált jelenség egyre realisztikusabb elméletéhez jutunk, de a munka kezdeti szakaszaiban a rendelkezésre álló ismereteknek csak a töredékét használjuk fel.

Az egzakt elméleti ökológia vezető tan- és kézikönyvei ökológiai modellrendszereket használnak vezérfonalul, a másik két iskola eredményeit inkább csak illusztrációként használják. Az eddig rendelkezésre álló modellek azonban általában még nagyon messze állnak a terepi ökológusok megfigyelési eredményeitől.
Mindhárom fenti megközelítésnek megvannak a nyilvánvaló előnyei és hátrányai. Megbízható, körültekintően ellenőrzött és igazolt ismeretekhez legkönnyebben kísérleti szituációk elemzésével juthatunk. A körültekintő ellenőrzöttség kritériuma azonban gyakran vagy az állítás érvényességi körét szűkíti le túlságosan, vagy az ily módon vizsgálható jelenségek komplexitását korlátozza. Ezen módszertan segítségével tehát viszonylag könnyen érhetünk el szakszerűen és színvonalasan igazolt, ámde szűk heurisztikus erejű és a gyakorlati alkalmazhatóságtól is nagyon messze álló eredményeket. Ha valóban komplex és így gyakorlati szempontból is potenciálisan fontos jelenségeket akarunk vizsgálni, akkor a folyamat korrekt megfigyelésétől és részletes leírásától nem tekinthetünk el, hiszen megbízható alapadatok nélkül nem lehetséges realisztikus hipotéziseket felállítani. A természetközeli életközösségeket komplex megközelítésben tekintő terepi ökológiai kutatások azonban általában kénytelenek az alapadatközlésnél vagy egyszerűbb korrelációk kimutatásánál megállni, mert az oknyomozás során olyan bonyolult hipotéziseket kellene felállítani, amelynek tesztelése reménytelen vállalkozás volna. Komplex jelenségek oki vizsgálatához elengedhetetlen a hipotézisek szimulációs modellekben való megfogalmazása, mert az alternatív jelenség-magyarázatok között ennek hiányában gyakran nem is lehet prediktív különbséget tenni. A szimulációs technika másik előnye, hogy világosan rámutathat azokra az interpretációs tévedésekre, amelyek a kísérletesen igazolt részállítások egyesítésekor ugyanúgy elsikkadhatnak, mint a megfigyelési adatok statisztikai elemzése során.
A terepen dolgozó specialista kutatók között gyakori az a vélemény, hogy a természetközeli élőlényközösségek (de még az agroökoszisztémák és egyéb monokultúrák) taxonómiai-faunisztikai „feltártsága” olyan alacsony fokú, hogy működési jellegű hipotézisek vagy modellek megfogalmazása teljesen komolytalan próbálkozás. Álláspontjuk szerint még hosszú évtizedekig csak az adatgyűjtésnek és a leíró kutatásoknak lesz létjogosultsága. A kísérletes módszertan hívei közül viszont sokan úgy vélik, hogy komoly tudományos kutatás csak úgy képzelhető el, ha már a munka megkezdése előtt világos „szakmai hipotézist” állítunk fel. Ha másképp nem megy, inkább vizsgáljunk nagyon leegyszerűsített kísérleti szituációkat, de ott törekedjünk körültekintően igazolt ismeretek megszerzésére. A modellező ökológusok egy része („stratégiai modellezők” vagy „elméleti ökológusok”) az alapvető jelenségek megragadására, az elvi lehetőségek számbavételére törekszik és magának az ökológiai modellezésnek a módszertani fejlesztését tartja legfontosabbnak. A „taktikai modellezők” vagy „alkalmazott ökológusok” munkáiban pedig még a modell áttekinthetősége (a matematikai műveletek biológiai értelmezhetősége) sem cél, hanem kizárólag a modell prognosztikai használhatóságára koncentrálnak.

## Ökológiai alapfogalmak
BioszféraFöldünk életközössége, a földi élővilágot alkotó egyedek összessége. A Bioszféra egyúttal egy térrészletet is kijelöl, amelyen belül a földi élet létezik. Ez a térrészlet lényegében a litoszféra (szilárd földfelszín), hidroszféra (óceánok, tengerek, folyó és állóvizek), valamint az atmoszféra (légkör) érintkezési felületén található, de ezen megjelölt szféráktól nem határolható el. A Bioszféra a földi élővilág funkcionális és származási (ontológiai) egysége is. Funkcionális egység, mert a Bioszférát alkotó különböző populációk csak egymással kölcsönhatásban életképesek és származási egység, mert valamennyi populációja evolúciós rokonságban (leszármazási kapcsolatban) áll egymással. A Bioszféra együttes működésének eredménye többek között a klímaszabályozás, a légkör kémiai összetételének szabályozása, és az ún. biogeokémiai ciklusok működtetése.
ÖkoszisztémaÖkológiai rendszerek tanulmányozása céljából biomatematikai és bioinformatikai eszközök segítségével létrehozott rendszermodell, amely az élőlényegyüttes és környezete kapcsolatrendszerét írja le. Az ilyen rendszermodelleket gyakran ökológiai információs rendszerek részeként alkalmazzák.
Biotóp (élőhely)megfigyeléseken alapuló tapasztalati kategória, hasonló megjelenésű természetföldrajzi egységeknek egy olyan típusa, ill. annak egy olyan meghatározott és többnyire küllemileg is jól elkülönülő része, ahol adott élőlények populációkat, ill. populációkollektívumokat alkotva tartósan és rendszeresen előfordulnak, mivel néhány kivételes esettől (például vándorló halak, költöző madarak) eltekintve valamennyi fejlődési alakjuk megtalálja az élete fenntartásához, ill. szaporodásához szükséges körülményeket. (A szakirodalom speciális esetekre más kifejezéseket- például habitat- is használ.)
Környékökológiai értelemben az a tényleges, többé-kevésbé jól körülhatárolható, a valós térben elhelyezkedő, rendszerint eltérő közegekből álló topográfiai egység, amely a vizsgálat tárgyát képező populációk vagy populációkollektívumok előfordulási helyeként megjelölhető.
PopulációA populáció az ökológia egyik legfontosabb alapfogalma. Ennek ellenére két egymástól részben eltérő módon is használják. Egyik jelentése szerint: egy adott fajba tartozó élőlények tényleges szaporodási közössége. Másik – ezzel részben átfedő – jelentése: egy ökológiai vizsgálat céljából esszenciálisan azonosnak tekintett (az adott vizsgálatban meg nem különböztetett) élőlényegyedek összessége. A populáció feletti szerveződési szinteken – az adott szint sajátosságai szerint összerendezendő populációkat összefoglaló néven populációkollektívumként lehet értelmezni.
PopulációdinamikaA populációk egyedszámának vagy egyedsűrűségének tér és időbeli változásaival foglalkozó tudomány, a szünbiológia résztudománya. Alkalmazott szakterületei a demográfia, járványtan és a gradológia.
SzünbiológiaAz élőlény-együttesek tér-időbeli előfordulási viszonyainak tanulmányozásával és a szupraindividuális szerveződési szint életjelenségeivel foglalkozó tudomány, amely magában foglalja az ökológiát és a szünfenobiológiát is.
Társulás azaz biocönózisEgy biotópon belül és egy időben élő élőlények összessége.
CönológiaA szupraindividuális (szün-) biológiához tartozó tudományág, amely az élőlény együttesek koegzisztenciális állapotának leírásával foglalkozik. (Ezen tudományág oknyomozó irányzatait gyakran közösségi ökológiának nevezik.)
Közösségszerkezeti (v. cönológiai) állapotA vizsgált objektum (élőhely, gyűjtőhely, mintavételi egység stb.) egy adott cönológiai állapotát úgy adhatjuk meg, ha a vizsgálatba bevont (tehát aktuálisan változóként definiált) élőlényféleségek (rögzített vizsgálati módszerrel észlelhető) jelenlétét (tömegességi mutatószámát) vagy hiányát megadjuk. A cönológiai állapot megadása tehát egy nagyon szigorú szabályok szerint megadott fajlistát és/vagy mennyiségi fajlistát (esetleg gyakorisági eloszlást) jelent.
Cönológiai állapotváltozásCönológiai állapotváltozás minden olyan tér vagy időbeli folyamat, amely a fentiekben leírt cönológiai állapot bármely változójának, vagy változóinak eltérésével jár, függetlenül annak okától vagy statisztikai jellegétől.
Cönológiai viselkedésTér vagy időbeli állapotváltozási mintázat, amely az együttes egészére, vagy annak tetszőleges részére is vonatkozhat.
Ökológiai monitoring vagy monitorozásMeghatározott céllal és a célhoz adekvát módszerrel végzett többlépéses terepi vizsgálatsorozat, amely rögzített skálán és rögzített időintervallumban, időbeli állapotváltozásokat követ nyomon.
Monitoring rendszerMonitorozás csak monitoring rendszer keretében képzelhető el. A monitoring rendszer akkor tekinthető definiáltnak, ha meghatároztuk a vizsgálandó objektumot (v. objektumok körét), a vizsgálandó állapotváltozókat (esetünkben élőlényféleségeket), a vizsgálat időszakát és a megfigyelési (mintavételi) egységek frekvenciáját (vagy más módon rögzített egymásrakövetkezési rendjét), az adatfelvételezés módszereit, továbbá az adatbázis feltöltésének módját és az elsődleges adatfeldolgozás módszereit.

## Ökológiai szakfolyóiratok
- Acta Zoologica Academiae Scientiarum Hungaricae (részben állatökológiai cikkek)
- Applied Ecology and Environmental Research
- Ecography
- Ecology
- Ecosphere
- European Journal of Ecology
- Journal of Ecology
- Oikos
- Ornis Hungarica (részben madárökológiai cikkek)

## Lásd még
- Magyar Tudományos Akadémia Ökológiai Kutatóközpont
- Magyar Ökológusok Tudományos Egyesülete
- Biogazdálkodás (ökogazdálkodás)
- Mélyökológia
- Ökoteológia

## Ajánlott irodalom
- Anonim: Az MTA ökológiai bizottságának állásfoglalása az ökológia néhány fogalmának definíciójáról, Természet Világa 1987/9.
- Balogh J 1953. A zoocönológia alapjai Akadémiai Kiadó Budapest.
- Demeter A, Kovács Gy 1991. Állatpopulációk nagyságának és sűrűségének becslése, Akadémiai Kiadó, Budapest
- Fábián Gy 1986. Ökológiai rendezőelvek a környezet- és természetvédelemben In: Jegyzetek a környezetvédelmi szakmérnökképzéshez, OKTH, Budapest
- Fekete G (szerk.) 1998. A közösségi ökológia frontvonalai. Sciencia Kiadó, Budapest
- Gallé L 1973. Az állatökológia alapjai (egyetem jegyzet), Szeged
- Hortobágyi T, Simon T (szerk.) 1981. Növényföldrajz, társulástan és ökológia, Tankönyvkiadó Budapest.
- Hufnagel L 2000. Bevezetés a folyóvíz-ökológiába In: Dukay I (szerk.) Kézikönyv a kisvízfolyások komplex vizsgálatához, Göncöl Alapítvány és Szövetség, Vác
- Juhász-Nagy P 1984. Beszélgetések az ökológiáról, Mezőgazdasági Kiadó, Budapest
- Juhász-Nagy P 1986. Egy operatív ökológia hiánya, szükséglete és feladatai. , Akadémiai Kiadó, Budapest, pp 251.
- Juhász-Nagy P, Vida G 1978. Szupraindividuális organizáció In.: Csaba György (szerk.) A biológiai szabályozás, Medicina Kiadó, Budapest.
- Kozár F, Samu F, Jermy T 1992. Az állatok populációdinamikája, Akadémiai Kiadó Budapest
- Ladányi M 1995. Növénytermesztési modellek, In "Agro-21" Füzetek, Az agrárgazdaság jövőképe, "Agro-21" Kutatási Programiroda, Budapest
- Lovelock JE 1987. Gaia, Göncöl Kiadó, Budapest.
- Majer J 1993. Az ökológia alapjai, Szaktudás Kiadó, Budapest.
- Margóczi K 1998. Természetvédelmi biológia, JATE Press, Szeged
- Mátyás Cs et al. 1996. Erdészeti ökológia, Mezőgazda Kiadó, Budapest
- Nánási I 1992. A humánökológia mint transzdiszciplína, In: Humánökológia, ELTE TTK Budapest
- Nováky E (szerk) 1990. Prognosztizálás, tervezés, modellezés a környezetvédelemben, KVM, Budapest.
- Pásztor E, Oborny B (szerk.) 2007. Ökológia. Nemzeti Tankönyvkiadó, Budapest.
- Regős J 1989. Bevezetés a trópusi ökológiába (Introduction a la Ecologia Tropical, Un libro de estudio,) ECORENA/UCA Managua, Nicaragua
- Reiczigel J, Harnos A, Solymosi N 2007. Biostatisztika nem statisztikusoknak. Pars Kiadó, Nagykovácsi.
- Rózsa L 2005. Élősködés: az állati és emberi fejlődés motorja. Medicina, Budapest. p. 318.
- Sasvári L 1986. Madárökológia I-II, Akadémiai Kiadó, Budapest
- Southwood TRE 1984. Ökológai módszerek -különös tekintettel rovarpopulációk tanulmányozására- Mezőgazdasági Kiadó, Budapest
- Sváb J 1981. Biometriai módszerek a kutatásban, Mezőgazdasági Kiadó, Budapest
- Szentesi Á, Török J 1997. Állatökológia, ELTE TTK egyetemi jegyzet, Kovásznai Kiadó, Budapest
- Udvardy M 1983. Dinamikus Állatföldrajz Tankönyvkiadó, Budapest.
- Vida G (szerk.) Evolúció I-IV. kötetek 1981–1984. Natura Kiadó, Budapest
- Wilson EO, Bossert WH 1981. Bevezetés a populációbiológiába, Gondolat, Budapest.
- Az ökológia alapjai / Sárospataki Miklós ; [közread. a szent István egyetem Mezőgazdaság- és Környezettudományi Kar Környezet- és Tájgazdálkodás Intézet]. Gödöllő : Szent István Egyetemi Kiadó, 2006. 52 p. ill.
- Zsolnai László (szerk.): Boldogság és gazdaság - A buddhista közgazdaságtan eszméi, Typotex Kiadó, 2010. ISBN 978-963-279-291-0
- Hufnagel Levente és Sipkay Csaba: A klímaváltozás hatása ökológiai folyamatokra és közösségekre – Budapesti Corvinus Egyetem, Budapest (pp. 1-530) ISBN 978-963-503-511-3

## Külső hivatkozások
- Kulturális Innovációs Alapítvány Archiválva 2006. május 2-i dátummal a Wayback Machine-ben
- Alkalmazott ökológia és környezeti kutatások
- BiologyBrowser
- World ecological problems
- CABI Archiválva 2007. február 16-i dátummal a Wayback Machine-ben
- Cambridge Scientific Abstracts
- BIOSIS
- MBT Ökológiai Szakosztály
- Ökológia.lap.hu - linkgyűjtemény
- Linkválogatás az alternatív gazdaság témaköréből
- Magyar Ökológusok Tudományos Egyesülete
- Applied Ecology and Environmental Research - ökológiai elektronikus folyóirat
- Élőlények globális, térképes megfigyelései az iNaturaliston